# Sicco van Goslinga
Sicco van Goslinga (Herbaijum, 1664 – Dongjum,  12 oktober 1731) was een Fries politicus en Nederlands diplomaat. Hij was veertig jaar lang lid van de Friese Staten en van de Staten-Generaal. Hij diende als 'Gedeputeerde te Velde' (een soort van politiek commissaris) van de Staten-Generaal van de Republiek der Zeven Verenigde Nederlanden, samen met John Churchill, de 1ste hertog van Marlborough, tijdens diens campagnes in Vlaanderen in de Spaanse Successieoorlog. Zijn memoires vormen een belangrijke bron van informatie voor historici van deze periode. Hij is een van de historische onderwerpen in de Canon van Friesland.

## Biografie

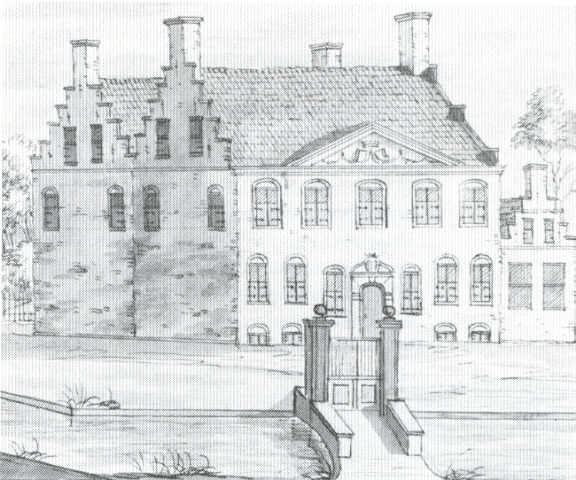
De Sickema State te Herbaijum waar Sicco van Goslinga geboren is.

### Familie
Sicco studeerde aan de Hogeschool van Franeker en de Universiteit van Utrecht. Goslinga trouwde op 12 juni 1692 in Ballum op Ameland met Jeanette (Joanne) Isabelle barones thoe Schwartzenberg und Hohenlansberg, vrijvrouwe van Ameland. Samen kregen zij vijf dochters, waaronder Dodonea Lucia (geb. 1702) die in 1723 zou trouwen met Unico Wilhelm van Wassenaer Obdam (1692-1766). Sicco van Goslinga ligt begraven in de kerk van Dongjum, het dorp waar zijn ouders een nieuwe state lieten bouwen, Goslingastate, afgebroken in 1803. Zijn marmeren grafmonument met buste werd vervaardigd door Jan-Baptist Xavery. Meer dan honderd jaar na zijn dood werden zijn Mémoires relatifs à la guerre de succession de 1706-1709 et 1712 in 1857 uitgegeven.

### Carrière
In 1688 volgde hij zijn vader Johan op als grietman van Franekeradeel, een functie die hij tot zijn dood zou bekleden. Als grietman maakte hij deel uit van de Friese staten. Als klassiek regent kwam hij aanmerking voor een reeks van functies binnen de provincie Friesland . Bij veel verschillende gelegenheden was Goslinga namens Friesland gedeputeerde bij de Raad van State en de Staten-Generaal.
Als lid van de Raad van State (het belangrijkste uitvoerende orgaan van de Republiek op militair gebied, zeker na het begin van het Tweede Stadhouderloze Tijdperk) werd hij Gedeputeerde te velde voor Friesland op het hoofdkwartier van John Churchill, Hertog van Marlborough, vanaf 1706 tot aan het ontslag van de hertog in 1711. Als zodanig was hij belast met het adviseren van de hertog, tevens moest hij een oogje op hem houden. Dit geheel volgens de afspraak die in 1702 was gemaakt, toen Marlborough tot luitenant-kapitein-generaal van het leger van de Republiek was benoemd. De Nederlandse afgevaardigden-te-velde hadden het recht een veto uit te spreken over de tactische beslissingen van de hertog van Marlborough, als zij van mening waren dat deze beslissingen in strijd waren met de belangen van de Republiek. Dit had al tot veel wrijving met Marlborough geleid in de jaren voor 1706. Goslinga stelde zich echter coöperatief op en leverde een positieve bijdrage tijdens de veldslagen van Ramillies, Oudenaarde en Malplaquet.
Hoewel hij geen generaal was, was hij gemachtigd om tijdens een veldslag orders te geven aan Nederlandse commandanten te velde. Tijdens de Slag bij Oudenaarde nam hij de beslissing om op het beslissende moment een Nederlandse divisie in de strijd te gooien. In een ander incident gaf hij persoonlijk de order om in de Slag bij Malplaquet versterkingen aan te voeren, dit nadat de tweede Nederlandse aanval op de linkerflank stagneerde. Ter illustratie van de goede verhouding tussen de hertog van Marlborough en Goslinga, noemt Churchill de anekdote waarin ze gezamenlijk de mantel van de hertog deelden om op te slapen na de Slag van Ramillies. Hoewel Winston Churchill, een nazaat van John Churchill, geen hoge dunk had van Goslinga's militaire capaciteiten gebruikte hij niettemin uitvoerig diens memoires als een bron voor zijn eigen geschriften.
Goslinga diende als gevolmachtigde voor de Republiek in de vredesonderhandelingen, die resulteerden in de Vrede van Utrecht). Na het sluiten van het vredesakkoord was hij in 1714 en 1715 buitengewoon gezant van de Republiek aan het hof van Lodewijk XIV van Frankrijk. Hij werkte daarbij samen met Willem Buys, de ambassadeur te Parijs. Als Orangist steunde hij in 1719 de benoeming van Willem IV tot stadhouder van Groningen. In 1728 vertegenwoordigde hij, samen met Cornelis Hop de Republiek bij het Congres van Soissons, waar uitstaande Europese diplomatieke kwesties (zoals de status van de Gibraltar) werden besproken.
Zijn graf in de kerk van Dongjum (gem. Franekeradeel) wordt gesierd door een fraai monument van de Antwerpse beeldhouwer Jan-Baptist Xavery